# Palazzo Vicereale
Il palazzo Vicereale, denominato anche palazzo Vecchio, era un palazzo di Napoli, ubicato nei pressi dell'attuale piazza Trieste e Trento: costruito nel 1543, venne abbattuto nel 1837.

## Storia e descrizione
Con la caduta degli Aragonesi, il regno di Napoli venne conquistato dalla Spagna nel 1503, perdendo la propria autonomia: ebbe inizio il viceregno spagnolo. La dominazione durò all'incirca due secoli: tale periodo viene visto come un periodo cupo, anche se Napoli, all'epoca una delle città più grandi d'Europa conservò un vivace fermento culturale. La città era governata dai viceré e fu sotto uno di questi, Pedro Álvarez de Toledo y Zúñiga, governatore dal 1532 al 1553, già autore del completamento delle mura iniziate dagli Aragonesi e della realizzazione dei cosiddetti Quartieri Spagnoli, che si costruì il palazzo Vicereale: la sede per il nuovo palazzo fu scelta al termine di una strada aperta dallo stesso Pedro, via Toledo. Il nuovo edificio venne costruito a partire dal 1543 su disegno degli architetti Ferdinando Manlio e Giovanni Benincasa: inoltre, tra il palazzo e il mare, il re fece realizzare un giardino, i cui lavori erano già partiti nel 1540, ornato con piante e animali esotici. Le decorazioni furono affidate a Giovanni Tommaso Villani. Tuttavia, nel 1600, il nuovo viceré, Fernando Ruiz de Castro, con la collaborazione del suo architetto, Domenico Fontana, decise di costruire un nuovo Palazzo Reale: questo sorse a ridosso del palazzo Vicereale, che subì già la demolizione di una torre, provocando lo sdegno di Giovan Battista Cavagna, e utilizzò gran parte del suolo occupato dai giardini. Perse quindi anche la funzione di ospitare il viceré. Nel 1734 Napoli divenne nuovamente capitale di un regno autonomo sotto i Borbone: Ferdinando II delle Due Sicilie attuò un ampliamento del Palazzo Reale e su direzione dei lavori da parte di Gaetano Genovese, il palazzo Vicereale venne abbattuto nel 1837.
Il palazzo Vicereale era collocato obliquamente tra il Palazzo Reale e il Teatro di San Carlo, nell'area della odierna piazza Trieste e Trento: si trattava di una costruzione a corte, con una facciata modesta e due torri angolari, una delle quali abbattuta poco dopo la sua costruzione, per far posto al costruendo Palazzo Reale; in sostanza aveva la forma di una residenza fortificata, tipica dell'epoca. Oltre al piano terra, il palazzo aveva altri due piani e, internamente, una cappella, il cui portale in legno intagliato si conserva come porta d'ingresso della cappella del Palazzo Reale; anche altre opere d'arte del palazzo Vicereale sono state trasferite all'interno del Palazzo Reale.